# Nata (sång)
"Nata" (svenska: natt) är en låt framförd av sångerskan Aurela Gaçe som hon ställde upp i Festivali i Këngës 34 med, år 1995. Låten är producerad av två framgångsrika albanska kompositörer och låtskrivare: Agim Doçi (som bland annat skrivit låtarna Carry Me in Your Dreams och The Image of You) samt Adrian Hila som komponerat flera av Gaçes låtar.